# Klosterneuburger Mostwaage
Klosterneuburger Mostwaage, KMW, är en hydrometer för att mäta mustvikten, det vill säga mustens sockerhalt, vid jäsning av vin i Österrike. Mätresultatet uttrycks i Klosterneuburger Zuckergrade (°KMW).  
I Italien kallas denna enhet för Babo efter den person som utvecklade metoden, tysken August Wilhelm von Babo.  
I andra länder används istället enheterna Oechsle och Baumé. 